# Yuriko Takahashi
Yuriko Takahashi –en japonés, 高橋百合子, Takahashi Yuriko– (Niigata, 28 de julio de 1973) es un deportista japonés que compitió en halterofilia. Ganó una medalla de bronce en el Campeonato Mundial de Halterofilia de 1996, en la categoría de 59 kg.

## Palmarés internacional
| Campeonato Mundial | Campeonato Mundial | Campeonato Mundial | Campeonato Mundial |
| Año                | Lugar              | Medalla            | Categoría          |
| ------------------ | ------------------ | ------------------ | ------------------ |
| 1996               | Varsovia (Polonia) | Medalla de bronce  | 59 kg              |